# MozgóKépMás csoport
A MozgóKépMás szombathelyi amatőrfilmes csoport.

## Történet
2004. február 4-én alakult Szombathelyen, a Berzsenyi Dániel Főiskola önképzőköreként. Kezdetben főként művelődésszervező és kommunikáció szakos hallgatók alkották a tagságot, ám elég hamar csatlakoztak fiatal pályakezdők, főiskolán kívüliek, és középiskolás tanulók is.

## Tevékenység
A MozgóKépMás csoport elsősorban amatőrfilmes filmkészítő műhelyként létezik, ám beszélgetések, fesztiválszervezések is kiegészítik ezt. Összefogja Vas vármegye amatőrfilmeseit, folytatja a szombathelyi, illetve megyei filmes, mozgóképes hagyományokat.

## A MozgóKépMás csoport által szervezett rendezvények
- I. MozgóKépMás Filmest (2006. január)
- I. Savaria Amatőr Filmes Napok (2006. május)
- 36. Dunántúli Függetlenfilm Szemle (2006. október)
- II. MozgóKépMás Filmest (2006. december)
- II. Savaria Amatőr Filmes Napok
- II. MozgóKépMás Filmest
- III. MozgóKépMás Filmest
- 37. Dunántúli Függetlenfilm Szemle (2008. március)
- 55. Országos Függetlenfilm Fesztivál (2008. október)

## Tagság
Jelenlegi tagok:  Balogh János, Bella Szilvia, Bordás József, Boros Ferenc, Csóka Miklós, Hanzséros György, Horváth Edina, Horváth Krisztián, Horváth Zoltán, Máthé Zsófia, Németh Gergő, Opra Annamária, Szabó Zsuzsa, Tóth Melinda
Egykori tagok: Agócs Hajnalka, Ajkai Tamara, Alaxa Dóra, Áprily Boglárka, Balogh Zsófia, Bodor Attila, Bor Milán, Boros András, Büki Boglárka, Csala Zoltán, Dancs István, Fördős Martina, Gadóczy József, Györkös Renáta, Hajnal Ádám, Illye-Szilvágyi Ilona, Keller Kinga, Király Zoltán, Kondor Alexandra, Juhász Judit, Huszár Judit, Illés László, Kiss Lívia, Kelemen Kitti, Koltai Gyöngyi, Mácsi Orsolya, Mészáros János Martin, Nagy Beatrix, Németh Alexandra, Paksa Beatrix, Pirkó Péter, Tóth Bettina, Tóth Katalin, Turi Gábor, Szentgyörgyi Ottó, Szíjj Ramóna, Varga Boglárka

## Vezetőség
- Csóka Miklós
- Németh Gergő

## Külső hivatkozások
- A csoport internetes oldala[halott link]